# PÆNDA
Gabriela Horn, beter bekend als PÆNDA (Deutschlandsberg, 25 januari 1989), is een Oostenrijks zangeres.

## Biografie
Horn begon op veertienjarige leeftijd met het schrijven van haar eigen nummers. Het zou evenwel nog tot 2017 duren vooraleer ze haar eerste album uitbracht. Twee jaar later werd ze door de Oostenrijkse openbare omroep intern geselecteerd om haar vaderland te vertegenwoordigen op het Eurovisiesongfestival 2019 in Tel Aviv. Ze deed dit met haar liedje 'limits'.
Ze eindigde in de eerste halve finale als vijftiende en bereikte de finale hierdoor niet.

1957: Bob Martin · 
1958: Liane Augustin · 
1959: Ferry Graf · 
1960: Harry Winter · 
1961: Jimmy Makulis · 
1962: Eleonore Schwarz · 
1963: Carmela Corren · 
1964: Udo Jürgens · 
1965: Udo Jürgens · 
1966: Udo Jürgens · 
1967: Peter Horton · 
1968: Karel Gott · 
1971: Marianne Mendt · 
1972: Milestones · 
1976: Waterloo & Robinson · 
1977: Schmetterlinge · 
1978: Springtime · 
1979: Christina Simon · 
1980: Blue Danube · 
1981: Marty Brem · 
1982: Mess · 
1983: Westend · 
1984: Anita · 
1985: Gary Lux · 
1986: Timna Brauer · 
1987: Gary Lux · 
1988: Wilfried · 
1989: Thomas Forstner · 
1990: Simone · 
1991: Thomas Forstner · 
1992: Tony Wegas · 
1993: Tony Wegas · 
1994: Petra Frey · 
1995: Stella Jones · 
1996: George Nussbaumer · 
1997: Bettina Soriat · 
1999: Bobbie Singer · 
2000: The Rounder Girls · 
2002: Manuel Ortega · 
2003: Alf Poier · 
2004: Tie Break · 
2005: Global Kryner · 
2007: Eric Papilaya · 
2011: Nadine Beiler · 
2012: Trackshittaz · 
2013: Natália Kelly · 
2014: Conchita Wurst · 
2015: The Makemakes · 
2016: Zoë · 
2017: Nathan Trent · 
2018: Cesár Sampson · 
2019: PÆNDA · 
2021: Vincent Bueno · 
2022: LUM!X feat. Pia Maria · 
2023: Teya & Salena · 
2024: Kaleen · 
2025: JJ
- Gemeinsame Normdatei: 1176680447
- International Standard Name Identifier: 0000 0004 7609 3434
- MusicBrainz: 1f3b80ba-1bce-4bbe-9431-128b602f81fe
- Virtual International Authority File: 5144154923749563780003